# Aporosa globifera
Aporosa globifera är en emblikaväxtart som beskrevs av Joseph Dalton Hooker. Aporosa globifera ingår i släktet Aporosa och familjen emblikaväxter. Inga underarter finns listade i Catalogue of Life.